# Cypripedium herae
Cypripedium herae är en orkidéart som beskrevs av Ewacha och Charles John Sheviak. Cypripedium herae ingår i släktet guckuskor, och familjen orkidéer. Inga underarter finns listade i Catalogue of Life.